# Vacas (Cochabamba)
Vacas (du quechua Wak'a, écrite aussi Huaca, qui signifie « temple », « lieu sacré » ou « quelque chose de sacré ») est un petit village situé dans le département de Cochabamba en Bolivie. Il est situé à 85 km au sud-est de Cochabamba, la capitale du département, à 3475 mètres d'altitude. C'est le centre administratif de la municipalité de Vacas dans la province d'Arani.
Vacas a une population d'environ 650 habitants. Les Quechuas, une ethnie indigène d'Amérique du Sud, constituent la majorité de la population du village.

## Personnalités
- Betty Veizaga, né à Vacas en 1957, musicienne folklorique.
- Sabina Orellana, née à Vacas en 1970, femme politique bolivienne, ministre des Cultures, de la Décolonisation et de la Dépatriarcalisation.